# Milan Antal
| Odkryte planetoidy: 17 | Odkryte planetoidy: 17 |
| ---------------------- | ---------------------- |
| (1807) Slovakia        | 20 sierpnia 1971       |
| (3393) Štúr            | 28 listopada 1984      |
| (3730) Hurban          | 4 grudnia 1983         |
| (4573) Piešťany        | 5 października 1986    |
| (5025) Mecisteus       | 5 października 1986    |
| (6545) Leitus          | 5 października 1986    |
| (7641) Cteatus         | 5 października 1986    |
| (9543) Nitra           | 4 grudnia 1983         |
| (10293) Pribina        | 5 października 1986    |
| (11014) Svätopluk      | 23 sierpnia 1982       |
| (13916) Bernolák       | 23 sierpnia 1982       |
| (16435) Fándly         | 7 listopada 1988       |
| (19955) Hollý          | 28 listopada 1984      |
| (20991) Jánkollár      | 28 listopada 1984      |
| (23444) Kukučín        | 5 października 1986    |
| (32773) 1986 TD        | 5 października 1986    |
| (48413) 1986 TB7       | 9 października 1986    |

Milan Antal (ur. 19 września 1935 w Zábřeh, zm. 2 listopada 1999 w Pieszczanach) – słowacki astronom. 
W latach 1971–1988 odkrył 17 planetoid. Osiem z nich odkrył podczas swojego pobytu w październiku 1986 roku w Obserwatorium Astronomicznym UMK w Piwnicach koło Torunia. W uznaniu jego pracy jedną z planetoid nazwano (6717) Antal.